# سالم العيدي
سالم العيدي (مواليد 24 يونيو 1994، لاعب كرة قدم إماراتي يجيد اللعب في الدفاع.

## مسيرة اللاعب
مثل نادي عجمان في الناشئين و انضم إلى الفئات السنية في نادي الجزيرة و تدرج معهم حتى وصل للفريق الأول عام 2017 و أعير إلى نادي خورفكان ونادي الإمارات و لعب بعدها مع نادي العروبة والنادي العربي.